# Ziegfeld e le sue follie
Ziegfeld e le sue follie (Ziegfeld: The Man and His Women) è un film per la televisione del 1978 diretto da Buzz Kulik che ricostruisce la biografia del celebre impresario Florenz Ziegfeld, interpretato da Paul Shenar. Al suo fianco Samantha Eggar nel ruolo di Billie Burke, sua seconda moglie, e Barbara Parkins in quelli di Anna Held, sua prima moglie, una famosa cantante nata in Polonia che spopolò a Broadway negli anni a cavallo tra '800 e '900.
Tra gli altri personaggi della storia, alcuni tra i più noti nomi dello spettacolo dell'epoca, da Fanny Brice a Irving Berlin.

## Produzione
Il film fu prodotto dalla Frankovich Productions e dalla Columbia Pictures Television.

## Distribuzione
Distribuito dalla National Broadcasting Company (NBC), il film uscì il 21 maggio 1978.